# 邦代交界站
邦代匯站（Bondi Junction railway station），又稱邦代樞紐車站，是东郊线上的一個火車站，也是悉尼郊区的邦代枢纽的一部分。該站也是東郊及伊拉瓦拉線和南海岸線的終點站。

## 歷史
邦代是雪梨东部一个长期的主要商业区。自1916年以来，有人提議在该地区設立一個火車站，作為东郊铁路(Eastern Suburbs Railway) 的中间站或终点站。1967年，东郊鐵路线招標成功，根據規劃，东郊鐵路中含有本站。該線隨即開始進行施工。

### 最初計劃
雖然本站是地下車站，但施工時需要拆除一棟商住混合建築，以便進行項目的分期建設、建造工地，並在東郊鐵路完工後成為公交換乘設施的所在地。
最初計劃中，東郊鐵路最終將建設到金斯福德，但第一階段只到本站。因此本站作為該線路計劃的臨時終點站，將會設有總站相關設施，包括主要運行隧道間的折返隧道及剪式橫渡線。
計劃亦建議在本站的大廳層建造一個地下購物中心（類似於馬丁廣場的購物中心）。此外，本站將提供一條地下人行道連接當時擬建的邦迪樞紐廣場購物中心（該中心最後有落成）。

### 實際計劃
由於東郊線的建設是從西向東進展，所以位於線路東端的邦代樞紐是最後開工的站點。
1976 年，內維爾·懷恩政府尋求降低鐵路建設成本。東郊鐵路審查委員會得出調查結果並提出一系列降低成本的建議，並獲政府接納。 與本站相關的建議包括：
- 東郊鐵路第二期取消建造，即本站至金斯福德段將被擱置興建
- 線路與伊拉瓦拉線路完全整合（不獨立運行）
- 取消興建車站大堂購物中心
- 不建造通往邦迪樞紐廣場購物中心的地下隧道
- 減少本站的設施，從大廳層到月台層只提供四部自動扶梯
- 縮小巴士交匯處的規模

由於這些變化，邦迪樞紐成為東郊和伊拉瓦拉鐵路線的永久終點站。但是，最終計劃並沒有為本站的折返設施升級。

### 車站啟用及後續發展

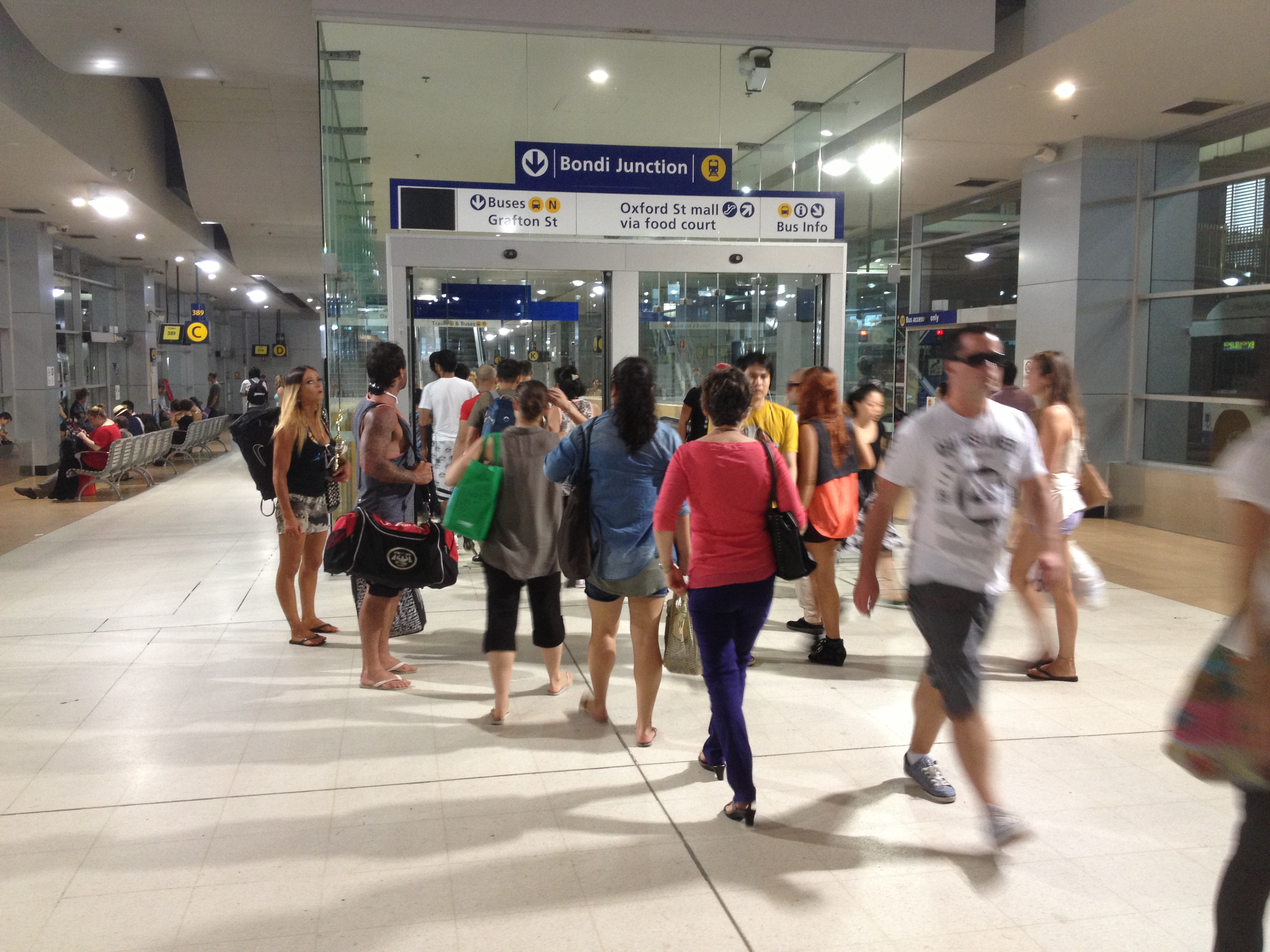
巴士轉乘站通往本站大堂的入口

本站於1979年6月23日由新南威爾士州州長內維爾·懷恩開幕。
1979 年啟用的巴士轉乘站很簡陋。由於鄰近車站，它所在的土地非常寶貴。這導致了整個 1990 年代充滿出售和重新開發巴士轉乘站的各種提議。 1998 年，當時擁有巴士轉乘站的胡拉勒自治市最終敲定了一項協議，將轉乘站上方的發展空間出售給 Meriton，Meriton 於 1999 年 4 月開始建造新的巴士轉乘站、兩座住宅公寓和一個小型購物中心。新巴士轉乘站於 2000 年 9 月為悉尼奧運會臨時開放，但隨後因進一步工程而關閉。巴士轉乘站、兩座公寓樓和購物中心於 2001 年 7 月開放。 購物中心名為蒂芬妮廣場（於 2018 年更名為 Meriton 邦代樞紐購物區），並設有麥當勞門店、健身房、托兒所和其他七家零售店。
在悉尼城市鐵路路線清理計畫中，本站西側興建了一個剪式橫渡線，使列車得以使用本站任何一側月台終到。這使東郊及伊拉瓦拉線的最高班次由每小時14班提升至20班。相關工程於2004年10月展開，當時列車需以崖勤獵站為臨時總點。工程於2006年4月完工。

## 月台及列車服務
本站1號月台主要用作列車終到，2號月台則主要用作列車始發。
東郊及伊拉瓦拉線於本站設有通往克羅努拉 / 瀑布 或 海倫斯堡的列車服務。在平日繁忙時間及週末，本站亦有南海岸線列車服務，通往臥龍崗 / 肯布拉港或凱馬。